# Jean de La Cour
Jean Yves Hervé Gérard Mesnet de La Cour, né le 30 octobre 1902 à Verdun et mort le 2 mars 1991 en Grèce, est un acteur, réalisateur et producteur de cinéma français.

## Biographie
Fils d'un officier d'infanterie, Jean de La Cour fut d'abord un acteur du muet sous le nom de Jean Gérard avant de devenir réalisateur et producteur de films parlants.
Inculpé et condamné à plusieurs reprises pour trafic de drogue,,, Jean de La Cour n'a pu réaliser qu'un seul long métrage sorti en 1932, Coups de roulis, adaptation d'une opérette d'Albert Willemetz, et un seul court-métrage Vocation sorti en 1936.

## Carrière au cinéma
Comme acteur
- 1926 : La Rose effeuillée (Un miracle de sainte Thérèse de l'Enfant-Jésus), de Georges Pallu : Maurice Dormoy[8]
- 1926 : Visage d'aïeule / Portrait d'aïeule, visage de jeune fille, de Gaston Roudès : Hubert Vigneul
- 1928 : Minuit, place Pigalle, de René Hervil
- 1929 : Une femme a passé, de René Jayet : Jean-Marie[9]
- 1929 : Maman Colibri, de Julien Duvivier : Richard de Rysbergue[10]
- 1931 : L'Étrangère, de Gaston Ravel : Gérard

Comme producteur
- 1931 : L'Étrangère, de Gaston Ravel
- 1931 : Un soir, au front, d'Alexandre Ryder

Comme réalisateur
- 1932 : Coups de roulis[11]
- 1936 : Vocation, documentaire sur la vie des moines de l'abbaye de Saint-Wandrille[12].